# Heinrich Pestalozzi (Ingenieur)

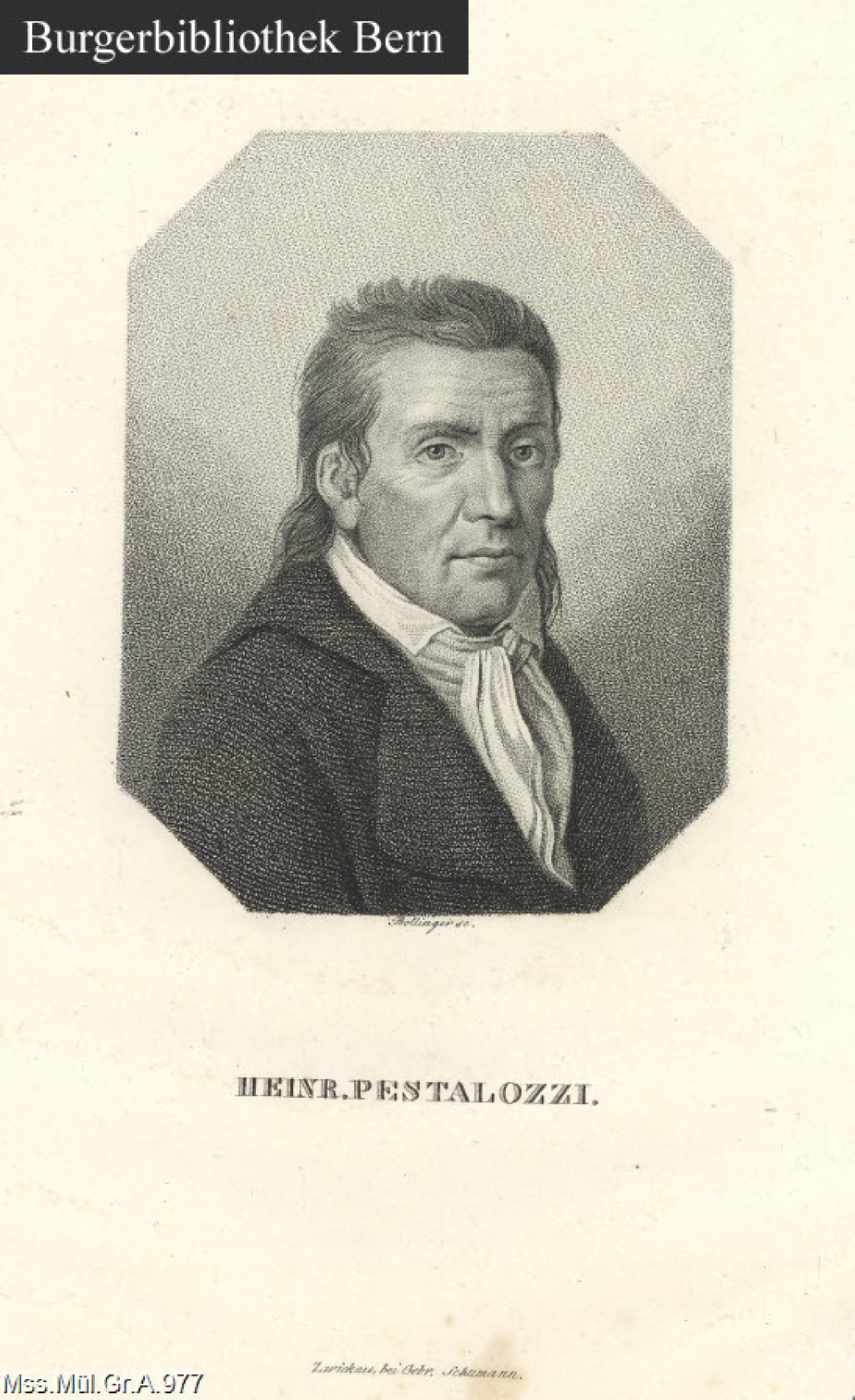
Heinrich Pestalozzi

Heinrich Pestalozzi (* 25. September 1790 in Zürich; † 9. August 1857 ebenda) war ein Schweizer Ingenieur, Oberst, Kartograf und Politiker.

## Leben und Werk
Pestalozzi war der Sohn des Seidenhändlers und Politikers Hans Jakob Pestalozzi (1749–1831) und der Anna Cleophea Lochmann und Enkel des Hans Conrad Lochmann (1737–1815). Er entstammte einem alten Zürcher Rats- und Zunftgeschlecht.
Nach dem Besuch der Kunstschule in Zürich machte er eine Lehre beim Ingenieur Johannes Fehr (oder Feer, 1763–1823). Anschliessend liess er sich beim eidgenössischen Generalquartiermeister Hans Conrad Finsler in Kartografie und bei Hans Conrad Escher von der Linth in Wasserbau ausbilden. 
Von 1823 bis 1857 sass er im Zürcher Grossen Rat und wurde im gleichen Jahr Inspektor der Zürcher Stadtbefestigungen. Von 1832 bis 1857 amtierte er als Strassen- und Wasserbauinspektor des Kantons Zürich. Er war Mitglied der Aufsichtskommission der Industrieschule Zürich von 1833 bis 1837 und von 1853 bis 1857 Mitglied des Direktoriums der Schweizerischen Nordostbahn.
Als Ingenieur erarbeitete er Expertisen zur Juragewässerkorrektion und Reusskorrektion. Er beteiligte sich 1807 am Nivellement zwischen Walen- und Zürichsee und 1818 an der Vermessung der Saarebene und verfasste zahlreiche hydrografische Abhandlungen unter anderem zur Linthkorrektion (1852) und «Über die Höhenänderungen des Zürichsees» (1854).
1837 war er Gründungspräsident der Gesellschaft Schweizerischer Ingenieure und Architekten und von 1839 bis 1851 Mitglied und Präsident der topografischen Kommission für die Erstellung einer topografischen Karte des Kantons Zürich (Wild-Karte) sowie 1854 Mitglied der Expertenkommission zur Juragewässerkorrektion.
Er war von 1813 bis 1837 im eidgenössischen Generalstab: ab 1813 als 2. Leutnant, ab 1816 als Hauptmann und ab 1826 als Oberstleutnant. Zuletzt bekleidet er den Rang eines Genieobersten. Er war ab 1817 Mitglied der Mathematisch-Militärischen Gesellschaft von Zürich.
Die Stadt Zürich zeichnete ihn mit der Goldenen Verdienstmedaille aus.

## Schriften
- mit Johann Sauerbeck, Friedrich Wilhelm Hartmann: Juragewässerkorrektion. Instruktion für die vom Bundesrathe einberufenen Experten und Bericht der Herren Pestalozzi, Sauerbeck und Hartmann. Vom 8. Mai und 3. Juni 1854. Bern 1854.[5]